# Kate Beaton
Kathryn Moira Beaton (8 de septiembre de 1983) es una artista de cómics canadiense, creadora de la tira de cómic Hark! A Vagrant.

## Biografía
De ascendencia escocesa, Beaton creció en Mabou en la Isla del Cabo Bretón y tiene tres hermanas. Se graduó de la Universidad Mount Allison en 2005 con un Bachelor de Artes en historia y antropología. Comenzó a dibujar cómics para el diario universitario, The Argosy, durante su tercer y cuarto años escolares. Después de la universidad, trabajó como asistente administrativa en el Museo Marítimo de BC en Victoria.

## Carrera
En 2007, mientras todavía trabajaba en el Museo Marítimo de BC, Beaton decidió publicar algunos de sus cómics históricos en la Web. Un año después, se mudó a Toronto para dedicarse a su cómic tiempo completo.
Beaton publica su webcomic, Hark! A Vagrant, ocasionalmente. Sus temas son normalmente figuras históricas como James Joyce y Ada Lovelace, o personajes ficticios de la literatura Occidental. En varios cómics, Beaton se caricaturiza a sí misma, en pasado y presente. Todo fue dibujado por Beaton utilizando MS Paint durante sus descansos en el trabajo. Beaton tiene un estilo artístico sencillo, con particular énfasis en el detalle a las expresiones faciales de sus personajes. Hark! A Vagrant ganó el Premio Ignatz por Cómic On-line Excepcional en 2012.
El trabajo de Beaton apareció en Wired, Harper's, The New Yorker, y Comic Book Resources, entre otros. "El Origen del Hombre," su cómic celebratorio del 200.º cumpleaños de Charles Darwin, se exhibió en MySpace Dark Horse Presents en marzo de 2009. En junio de ese año autopublicó Never Learn Anything from History, su primer libro recopilatorio de tiras cómicas. El libro fue nominado a un Premio Doug Wright para historietistas canadienses en 2010, premio que Beaton ya había obtenido en la categoría "Mejor talento emergente".
La editorial Drawn and Quarterly publicó su libro Hark! A Vagrant en septiembre de 2011. La revista Time lo nombró uno de los diez mejores libros de ficción del año, considerado por Lev Grossman como "el libro más ingenioso del año". El libro ganó varios premios (Premio Doug Wright, Premio Harvey) y estuvo entre los más vendidos de The New York Times por cinco meses.
Beaton contribuyó en la antología de Marvel Comics Strange Tales. En 2014 publicó el webcomic Ducks, que presenta una historia más seria y compleja basada en sus experiencias de trabajo en un remoto sitio minero en Canadá.
También publicado por Drawn and Quarterly, Step Aside, Pops, otra compilación de sus tiras cómicas, encabezó la lista de libros gráficos más vendidos de New York Times en octubre de 2015.
Además de estos trabajos, Beaton realizó otros libros ilustrados y proyectos para televisión.

## Premios
- 2009 Premio Doug Wright por Mejor Talento Emergente
- 2011 Premio Harvey por Mejor Cómic On-Line
- 2011 Premio Ignatz por Cómic On-line Excepcional
- 2012 Premio Harvey por Mejor Cómic On-Line
- 2012 Premio Harvey Especial por Humor en Cómics
- 2012 Premio Harvey para Mejor Dibujante

### Colecciones de cómics
- Never Learn Anything From History (2009)
- Hark! A Vagrant (Montreal: Drawn & Quarterly, 2011)
- Step Aside, Pops (Montreal, Drawn & Quarterly, 2015)

### Libros infantiles
- The Princess and the Pony (Nueva York, NY: Arthur A. LevineBooks, 2015)
- King Baby (2016)